# Codex Regius
Codex Regius или Кралската книга (на исландски: Konungsbók), а също и GKS 2365 4º е исландски кодекс, в който са запазени много нордически поеми. Състои се от 45 листа и се смята, че е написан през 70-те години на XIII век. Първоначално е съдържал още 8 листа, които сега липсват. Той е единственият източник за повечето от включените в него поеми. В научни текстове този ръкопис обикновено се съкращава като [R] за Codex Regius, или като [К] за Konungsbók.
Нищо не е известно за местонахождението на книгата до 1643 г., когато става притежание на Бриньолфур Свейнсон, а след това и на епископа на Скалхолт, който през 1662 г. я подарява на крал Фредерик III на Дания, откъдето идва и името ѝ. След това се държи в Кралската библиотека в Копенхаген до 21 април 1971 г., когато е върната обратно в Рейкявик и се пази в института Арни Магнусон за исландски науки. Тъй като превозът със самолет не е бил изцяло безопасен за такива ценни товари, ръкописът е транспортиран с кораб и придружен от военен ескорт.